# Pavel Ignatovič
Pavel Gennad'evič Ignatovič (in russo Па́вел Генна́дьевич Игнато́вич?; San Pietroburgo, 24 maggio 1989) è un ex calciatore russo, di ruolo centrocampista.

## Carriera
Ha giocato nella massima serie dei campionati russo e cipriota.